# Guerra franca (431-432)
La guerra franca dels anys 431 i 432 va ser un conflicte bèl·lic ocorregut a l'Imperi d'Occident. Va enfrontar als francs ripuaris contra un exèrcit imperial dirigit per Aeci pel control de part del territori romà al costat del Rin mitjà.

## Antecedents
Després de les victòries de l'Imperi contra els visigots en 425 i els francs ripuaris en 428, la situació a la Gàl·lia semblava haver-se estabilitzat i tornat a l'estat com la va deixar Constanci III en 418. Es va nomenar a Casi com a nou magister equitum per Gallias en 429 per substituir Aeci i aquest va tornar a Itàlia on va ser ascendit a magister militum encara que subordinat a Fèlix a qui Gal·la Placídia va mantenir com a cap suprem de l'exèrcit i qui va distingir amb el títol de patrici. L'augusta va buscar, així, evitar que Aeci es tornés massa poderós.
A la primavera d'aquest mateix any 429 es va obrir per a l'Imperi un nou front bèl·lic quan els vàndals van creuar l'estret de Gibraltar i van irrompre a la diòcesi d'Àfrica on al maig de 430 van derrotar a l'exèrcit romà i van assetjar als supervivents a Hipona. La importància del desafiament vàndal va fer que el govern imperial preparés un exèrcit per enviar-lo a Àfrica. A aquesta situació bèl·lica se li va unir la rivalitat entre Fèlix i Aeci on el primer va conspirar per defenestrar-lo, però va ser assassinat al maig de 430 per ordre del segon abans de tenir èxit. Com havia estat habitual en situacions similars, els pobles germànics, van aprofitar l'ocasió per atacar de tal manera que durant aquell any i el següent 431, l'Imperi va haver de defensar-se de visigots, jutungs, sueus, rebels de Nòric i dels francs ripuaris.

## Desenvolupament
Poc d'iniciar-se el 430, Aeci va haver de partir cap a Recia on alamans jutungs havien travessat el Danubi i després d'expulsar-los, va tornar a la Gàl·lia per fer front a un grup de visigots que tornaven a assetjar la ciutat d'Arles i els que va derrotar a la tardor. Qui Aeci, personalment, s'ocupés d'alliberar Arles sembla indicar que bona part de les tropes estacionades allà al comandament de Casi havien estat enviades a Àfrica. La situació a la frontera danubiana no va quedar estabilitzada i va fer necessària una altra campanya en 431, aquesta vegada a la província de Nòric Ripense.
En aquesta situació, amb escassos efectius romans a la Gàl·lia i amb els principals cossos de l'exèrcit ocupats en altres fronts, els francs ripuaris van tornar a travessar el Rin com havien fet en 426 i és possible que arribessin a saquejar Augusta Treverorum, Aeci va acabar per vèncer els alamans i va poder dirigir-se a la frontera del Rin per lluitar contra els francs. El grup invasor va haver de ser nombrós, ja que les tropes imperials van necessitar mesos de campanya durant els quals, a més, Aeci va rebre la visita de Hidaci per demanar-li ajuda enfront dels sueus. Quan va arribar la fi de l'any, els romans encara no havien pogut expulsar els francs el que feia preveure que la campanya continuaria el següent 432.
Encara que Gal·la Placídia va fer nomenar Aceci cònsol per a l'any 432 pels seus èxits en la defensa de l'Imperi durant 430 i 431, sembla que, realment va ser una manera d'apaivagar-ho de cara a la degradació que tenia preparada per a ell. Al mateix temps que li concedia aquest títol honorífic, havia fet trucar a Bonifaci qui va arribar a Itàlia a primers d'any i qui li va donar el comandament suprem de l'exèrcit que havia tingut Aeci des de la mort de Fèlix. Davant el perill personal que suposava per a ell, el general va decidir acabar amb la campanya i va arribar a un acord amb els ripuaris als quals va renovar l'estatus legal de foederati que havien tingut amb Constanci III. No va poder, tampoc, enviar ajuda a Hidaci més enllà que Censori l'acompanyés de tornada a Gallaecia i es va dirigir a Itàlia per enfrontar-se a Bonifaci.

## Conseqüències i esdeveniments posteriors
La renovació dels acords amb els francs ripuaris va permetre un període de pau amb ells que va durar fins a l'any 440 quan van assaltar i van prendre la ciutat de Colonia Agrippina. Al nord de la Gàl·lia, però, l'exèrcit imperial va haver d'actuar aviat, el 434, per fer front a burgundis i bagaudes.
Després de la seva tornada a Itàlia, Aeci es va enfrontar a Bonifaci pel control de l'exèrcit Imperial, però va ser vençut a la batalla de Rímini aquest mateix any 432 i va haver d'abandonar la vida pública i retirar-se a les seves possessions particulars. Un atemptat contra ell li va fer fugir al territori dels huns on va aconseguir reclutar un exèrcit amb el qual va tornar a Itàlia en 433 per recuperar la seva posició perduda.